# Снопово
Снопово (рос. Снопово) — присілок у Солнечногорському районі Московської області Російської Федерації.

## Розташування
Снопово входить до складу міського поселення Солнечногорськ, воно розташовано на південь від Солнечногорська, поруч із озером Сенеж. Найближчі населені пункти — Скородумки, Дубиніно, Селище санаторію Міністерства оборони.

## Населення
Станом на 2010 рік у присілку проживало 13 людей